# هیثم (دهانه)
هیثم یک دهانه برخوردی در ماه‌ است.

## دهانه‌های اقماری
این دهانه ۲ دهانه اقماری دارد.
| Alhazen | عرض جغرافیایی | طول جغرافیایی | قطر          |
| ------- | ------------- | ------------- | ------------ |
| A       | ۱۶.۲° N       | ۷۴.۳° E       | ۱۴.۰ کیلومتر |
| D       | ۱۹.۷° N       | ۷۵.۲° E       | ۳۳.۰ کیلومتر |